# Obory (Chełmno)

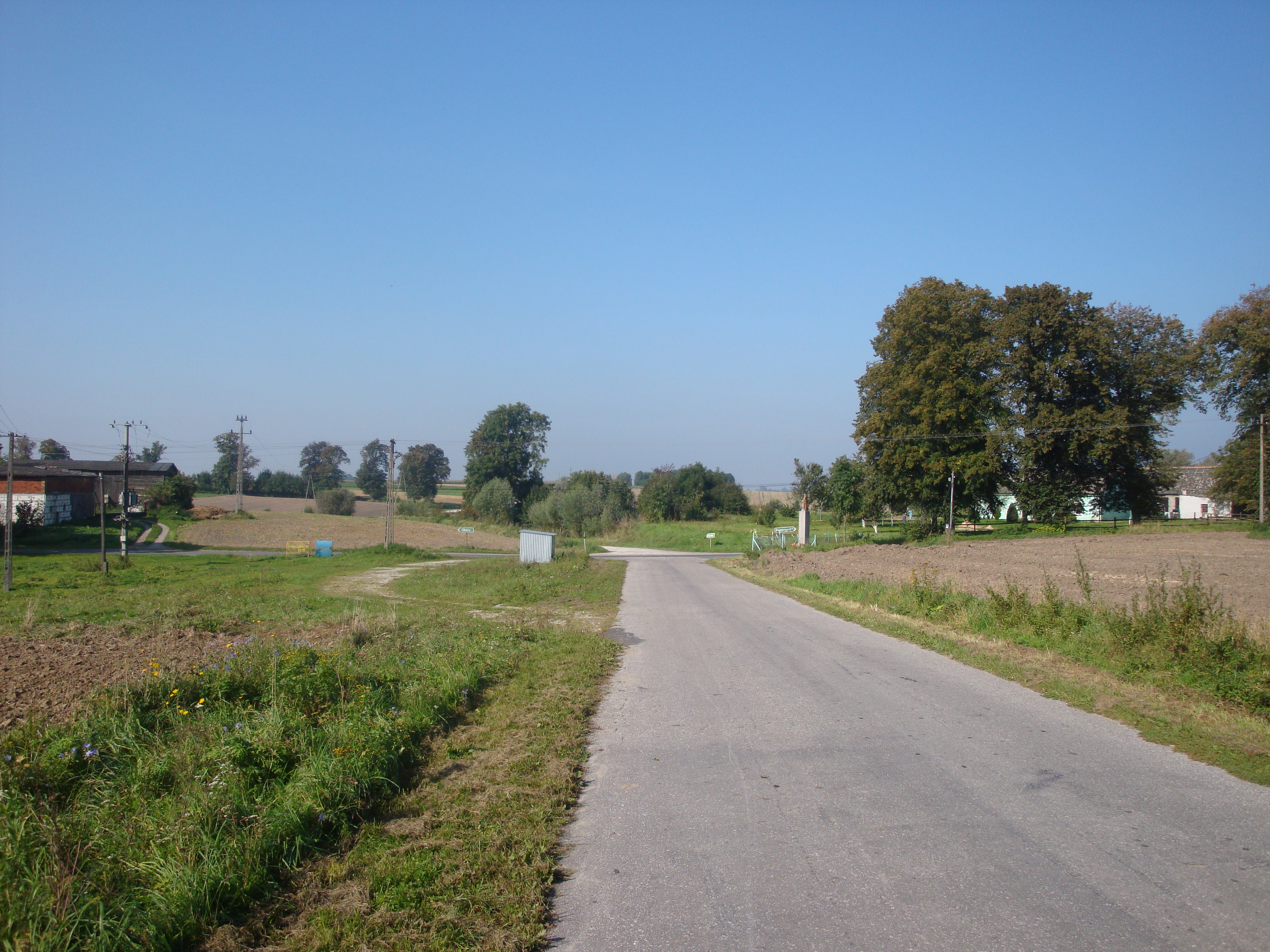

Obory [pronunciación en polaco: /ɔˈbɔrɨ/] (en alemán: Oborry) es un pueblo ubicado en el distrito administrativo de Gmina Stolno, dentro del Distrito de Chełmno, Voivodato de Cuyavia y Pomerania, en el norte de Polonia central. Se encuentra aproximadamente a 10 kilómetros al noreste de Stolno, a 15 kilómetros al este de Chełmno, y a 36 kilómetros al norte de Toruń.